# Constance Worth
Constance Worth (Sídney, Nueva Gales del Sur; 19 de agosto de 1912 – Hollywood, California; 18 de octubre de 1963) fue una actriz australiana, que desarrolló su carrera artística a finales de la década de 1930.

## Primeros años
Su verdadero nombre era Jocelyn Howarth. Estudió en la Ascham School de Sídney antes de iniciar una carrera teatral en Australia y Nueva Zelanda con la compañía de J. C. Williamson.

## Carrera cinematográfica
Con el nombre de Jocelyn Howarth experimentó el éxito en los filmes de Ken G. Hall The Squatter’s Daughter (1933) y The Silence of Dean Maitland (1934). Cinesound Productions la presentó como una nueva estrella en una gira por Australia, y a finales de 1933 el semanario Smith's Weekly escribía una entusiasta crítica sobre la joven actriz.
En abril de 1936, viajó a Hollywood, en los Estados Unidos, y en octubre de 1936 firmó un contrato con RKO Pictures, haciendo primeros papeles femeninos con el nombre artístico de  Constance Worth en China Passage y Windjammer, ambas producciones de 1937. RKO no le propuso más películas, por lo que durante doce años actuó en una mezcla de primeros papeles y papeles secundarios en filmes principalmente de la serie B. En 1941 hizo una pequeña actuación sin créditos en el film de Alfred Hitchcock Suspicion, y ese mismo año tuvo una actuación como primera actriz en el film de gánsteres de serie B Borrowed Hero. Su última actuación, de pequeña entidad, tuvo lugar en 1949 en el western de Johnny Mack Brown Western Renegades.
A pesar de esta trayectoria irregular, la publicidad en Australia afirmaba, incluso en 1961, que ella estaba a punto de firmar un contrato con uno de los grandes estudios cinematográficos.

## Vida personal
En mayo de 1937 se casó con el actor George Brent, aunque se separaron a las pocas semanas y se divorciaron ese mismo año, en un proceso muy seguido por los medios de comunicación australianos.
En enero de 1946 volvió a aparecer en la prensa por ser citada por la esposa del guionista de Hollywood W. A. Pierce en el proceso de divorcio de ambos. Aunque Worth y Pierce negaron cualquier tipo de relación, al cabo de un año se casaron.
Constance Worth falleció en 1963 en Hollywood, California, a causa de una anemia. Tenía 51 años de edad.
A Worth se la confunde ocasionalmente con una actriz británica de la época del cine mudo, activa entre 1919 y 1922.

## Selección de su filmografía
- The Squatter's Daughter (1933)
- The Silence of Dean Maitland (1934)
- China Passage (1937)
- Windjammer (1937)
- Meet Boston Blackie (1941)
- Boston Blackie goes to Hollywood (1942)
- G-Men vs the Black Dragon (1943)
- Klondike Kate (1943)
- Dilinger (1945)